# Haitańska Partia Komunistyczna
Haitańska Partia Komunistyczna (fr. Parti Communiste Haïtien; ht. Pati Kominis Ayisyen) – haitańska partia polityczna o profilu komunistycznym działająca w latach 1934-1936. Jej założycielem oraz liderem był Jacques Roumain.

## Geneza
Haitańska Partia Komunistyczna została założona w 1934, w tym samym czasie, kiedy zakończyła się okupacja Haiti przez siły zbrojne Stanów Zjednoczonych. Założyciel partii, Jacques Roumain, podpisał jej manifest, 18-stronicową broszurę zatytułowaną Analyse schématique. Została ona napisana najprawdopodobniej we współpracy z przyjaciółmi Étienne Chevalierem i Christianem Beaulieuem. Po tym wydarzeniu Jacques Roumain uwięziono jako wywrotowca, a dwa lata później prezydent Sténio Vincent nakazał rozwiązanie partii i zesłanie jej lidera na wygnanie.